# Caraá
Caraá là một đô thị thuộc bang Rio Grande do Sul, Brasil. Đô thị này có diện tích 294,336 km², dân số năm 2007 là 7131 người, mật độ 24,23 người/km².